# ヘースティングス・ラシュドール

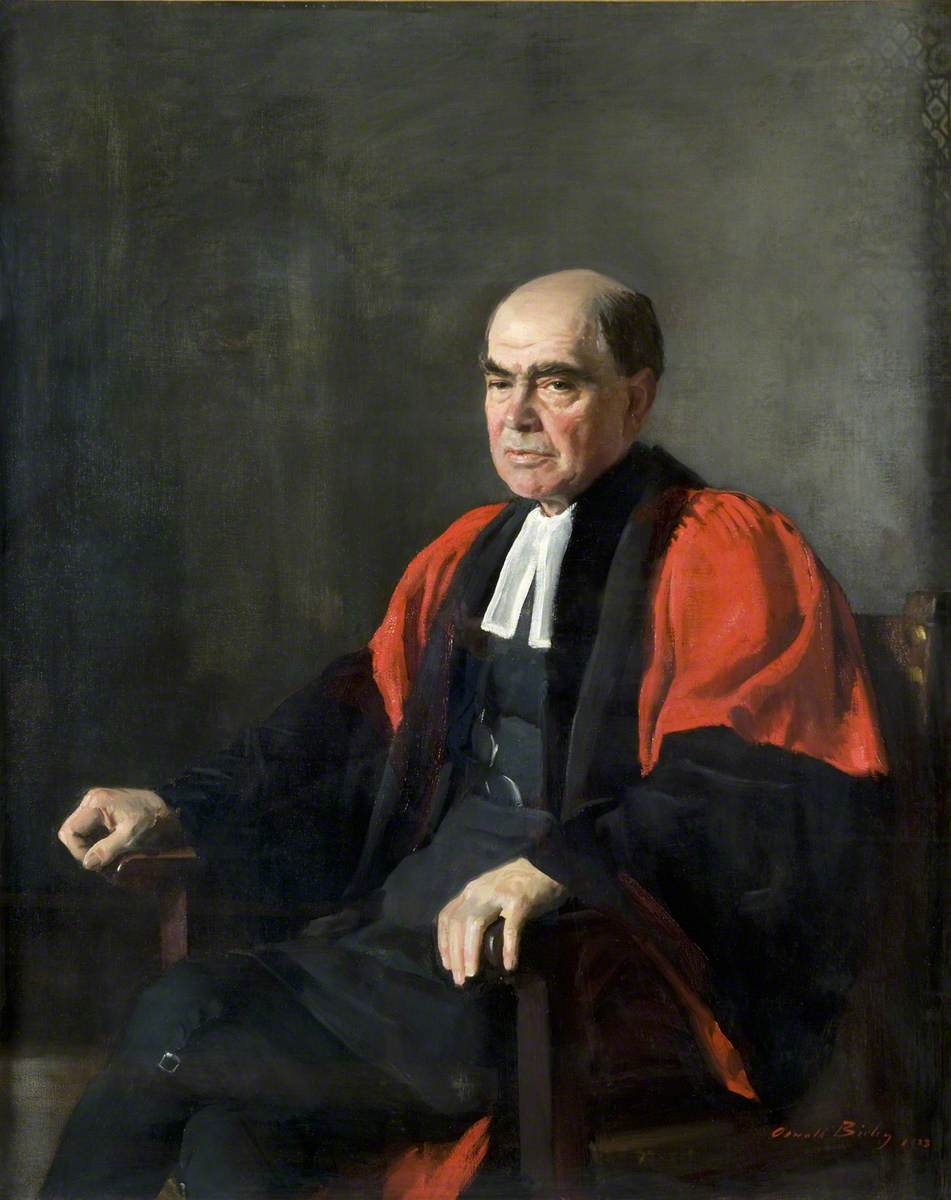
ヘースティングス・ラシュドール（1923年）

ヘースティングス・ラシュドール（Hastings Rashdall、1858年6月24日 - 1924年2月9日）は、イギリスの道徳哲学者、神学者、歴史家であり、敬虔な聖職者でもあった。理想的功利主義論についての検討や、中世大学の歴史研究で有名。彼の著した『大学の起源:ヨーロッパ中世大学史』は、中世ヨーロッパの大学研究を体系化した最初期の本で、欧州の大学全体を包括した記述があるため、現在も広く参照される。

## 生涯
1858年、英国教会の聖職者の長男として誕生。1871年にハーロー校（リンク）に入学、1877年オックスフォード大学ニュー・カレッジに入学。そこで文学士号を獲得。その後St David's University College、University College, Durhamに在職し、1888年～1895年オックスフォード大学ハートフォード校のフェローを務める。そして1895年ニュー・カレッジのフェローとなり、残り22年間の研究生活をそこで過ごした。また、1905年にはConstance Makinsと婚姻している。晩年の彼は、大学改革にも貢献し、女子学生のオックスフォード大への入学支援、チューターの待遇改善などの取り組みも行った。

## 著書『大学の起源』
前述の通り、彼は中世大学史研究にも力を注いだ。同時代の研究者としては、デニフレ、カウフマン、ステファン・ディルセーが挙げられる。本項では、おそらく日本で最も参照されている彼の著作、『大学の起源』について述べる。

### 『大学の起源』について
彼は1883年、オックスフォードでイングリッシュエッセイの総長賞を受賞した。この時の受賞エッセイを書物として刊行するため、他の研究や教育活動の傍ら、およそ12年もの年月をかけて改訂作業に取り組んだ。パリ大学の項目は、1890年頃複数巻にわたり発刊されたデニフレとシャトランによる「パリ大学記録集」をよく参考にしている。現在一般的に読まれているのは、この初版ではなく、F・M・パウイックやエムデンらによって改訂され、1936年に発刊された増補改訂版である。日本で出版されている『大学の起源』もまた、この改訂版の和訳だ。

### 章構成
『大学の起源』は、改訂版・日本語訳版共に3巻に分かれ、全14章から構成されており、第1巻には1〜5章、第2巻には6〜11章、第3巻には12〜14章がそれぞれ配置されている。
1〜2章
ここでは、大学とは何かという解説、中世教育の変遷が記述されている。
3〜5章
各章でそれぞれ、サレルノ、ボローニャ、パリといった最古の大学の、歴史や特徴等を詳述している。ラシュドールはこれらを三大母胎大学と呼んでいる。
6〜12章
3〜5章で述べられた最古の大学の影響を受け設立された、各国・各地方の諸大学について、大まかな歴史・学寮・教科書・組織体系を記している。
13〜14章
当時の学生数、学生生活を詳述。最後に、中世大学が与える影響、エピローグが配置されている。

### 日本語訳版
日本における大学史研究の歴史は、日本の大学の歴史が浅いせいもあってか、ヨーロッパに比べてやはり浅い。あとがきで訳者が述べているように、日本語訳版の第1巻が出版された当時、日本人が記した大学史関連の文献は数えるほどだった。そんな中で出版された日本語訳版『大学の起源』がその後の日本での大学史研究に与えた影響は、大きなものであった。

## 著作
- Rashdall, Hastings (2010) [1895]. The Universities of Europe in the Middle Ages, 2 vols. in 3 parts. Cambridge: Cambridge University Press [orig. Oxford: Clarendon Press]. ISBN 978-1-108-01813-5.
- 横尾壮英訳『大学の起源:ヨーロッパ中世大学史 上・中・下』東洋館出版社、1966-1968年
- Doctrine and Development: University Sermons (1898)
- New College (with Robert Rait, 1901)
- Christus in Ecclesia: Sermons on the Church and its Institutions (1904)
- The Theory of Good and Evil (1907)
- Ethics (undated)
- Philosophy and Religion (1910)
- Is Conscience an Emotion? Three Lectures on recent ethical theories (1914)
- Conscience and Christ: Six Lectures on Christian Ethics (1916)
- The Idea of Atonement in Christian Theology (London: Macmillan, 1919)
- The Moral Argument for Personal Immortality in King's College Lectures on Immortality (1920)
- God and Man (1930)